# Kate McMeeken-Ruscoe
Kate McMeeken-Ruscoe, coniugata Evers (Christchurch, 19 novembre 1979), è un'ex cestista neozelandese.

## Carriera
Con la Nuova Zelanda ha disputato i Giochi olimpici di Pechino 2008.